# باتريك سيل
الكاتب والصحافي البريطاني باتريك سيل (1930 - 11 إبريل 2014م)
عمل مراسلاً لصحيفة ذا أوبزرفر، وأجرى مقابلات مع أبرز القادة والشخصيات في الشرق الأوسط...
من أبرز مؤلفاته: الصراع من أجل سوريا، النضال من أجل الاستقلال العربي، ورياض الصلح وصناع الشرق الأوسط الحديث.
أما أبرز مواقفه الأخيرة، فتتجلى في قوله إن إسرائيل تسعى للسيطرة العسكرية على المنطقة، فالرجل قالها صراحة إن إسرائيل تضغط على الولايات المتحدة من أجل إسقاط محور المقاومة، وأكد أنه لا يمكن فصل ما يجري في سوريا عن التطورات في المنطقة.
هو صاحب كتاب ابو نضال بندقية للإيجار والذي يتناول سيرة حياة صبري البنا وتنظيمه الذي انشق عن حركة فتح عام 1974 ولم تغب القضية الفلسطينية عنه فكتب العديد من المقالات، فاعتبرها تشكل حجر الزاوية بالنسبة إلى الكرامة والهوية العربية، وقال إن الدول العربية الثرية عجزت عن استخدام تأثيرها على الولايات المتحدة وأوروبا للمطالبة بالعدالة للفلسطينيين، واعتبر حل الدولتين أصبح ساقطاً عملياً، كما لوّح بهزيمة فادحة للعرب تكمل هزيمة عام ثمانية وأربعين.
«الصراع مازال مستمرا»... كلمات قالها الرئيس الراحل حافظ الأسد للكاتب البريطاني باتريك سيل عندما سأله عما سيختم به كتابه، بهذه العبارة ختم سيل أشهر كتبه بعنوان «الصراع على الشرق الأوسط».
انضم سيل إلى وكالة الانباء العالمية، وانتشرت مقالاته في معظم الصحف الكبرى في جميع أنحاء العالم.

## وفاته
توفي الكاتب والصحافي العالمي باتريك سيل ليل الجمعة 11 أبريل 2014 بعد صراع مع سرطان الدماغ

## روابط خارجية
- باتريك سيل على موقع IMDb (الإنجليزية)